# Fedora (filme)
Fedora é um filme teuto-francês de 1978, do gênero drama, dirigido por Billy Wilder, com roteiro de Wilder e I.A.L. Diamond, e baseado em história de Tom Tryon.

## Sinopse
Durante o funeral de Fedora, uma famosa atriz afastada das telas há muitos anos, um produtor de cinema relembra as duas últimas semanas, em que tentou convencê-la a participar de uma nova versão de Anna Karenina.

## Elenco
- William Holden.... Barry "Dutch" Detweiler
- Marthe Keller.... Fedora
- Hildegard Knef.... condessa Sobryanski
- José Ferrer.... doutor Vando
- Frances Sternhagen.... Miss Balfour
- Mario Adorf.... gerente do hotel
- Stephen Collins.... Barry jovem
- Henry Fonda.... presidente da Academia
- Michael York.... ele mesmo
- Hans Jaray.... conde Sobryanski

## Principais prêmios e indicações
Fotogramas de Plata 1982 (Espanha)
- Venceu na categoria de melhor filme estrangeiro.